# Glandora rosmarinifolia
Glandora rosmarinifolia (Ten.) D.C.Thomas, nota comunemente come erba perla mediterranea, è una specie arbustiva della famiglia delle Boraginacee.

## Descrizione
Si presenta sotto forma di arbusti nani cespitosi di 10–40 cm di altezza, con ramificazioni erette o contorte, le più vecchie di colore grigio scuro, le più giovani biancastre setolose.

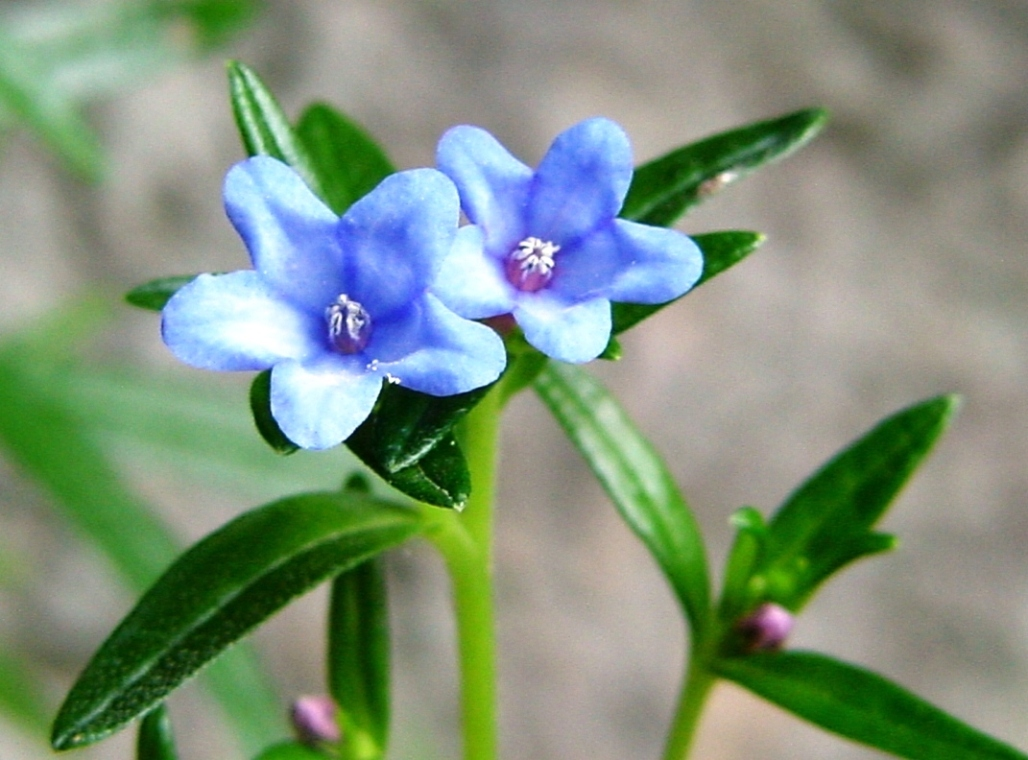

Le foglie, lineari o lanceolate, misurano 12–17 mm di lunghezza e 1,5–3 mm di larghezza. Quelle del corrente anno sono di colore uniforme con setole biancastre su entrambe le superfici, quelle più vecchie sono coriacee comunemente tubercolato-ispide soprattutto sul margine revoluto e sulle venature della pagina inferiore.
Le cime sono brevi e densamente fogliose.
Il fiore presenta un calice, di circa 6–8 mm, diviso fin quasi alla base, ricoperto da setole grigiastre e appressate.
La corolla blu, lilla o biancastra, è pelosa soprattutto nella parte mediana; il tubo e di circa 12 mm; il lembo, di circa 6 mm di diametro, ha lobi ablunghi e arrotondati all'apice.
Le nucule lisce e biancastre, di circa 4x2mm, ovoidi, si restringono molto appena sopra la base. Fiorisce da dicembre ad aprile.
Il numero cromosomico è: 2n=26.

## Distribuzione e habitat
La specie è diffusa in alcune zone dell'Italia meridionale (penisola sorrentina, Capri e Sicilia nord-occidentale)  e in Algeria.
Si può trovare su rupi marittime calcaree e garighe.